# Заліська сільська рада (Борщівський район)
Залі́ська сільська́ ра́да — адміністративно-територіальна одиниця та орган місцевого самоврядування в Борщівському районі Тернопільської області. Адміністративний центр — село Залісся.

## Загальні відомості
- Територія ради: 3,23 км²
- Населення ради: 939 осіб (станом на 2001 рік)
- Територією ради протікає річка Збруч

## Населені пункти
Сільській раді були підпорядковані населені пункти:
- с. Залісся

## Населення
За переписом населення України 2001 року в сільській раді мешкали 944 особи.

### Мова
Розподіл населення за рідною мовою за даними перепису 2001 року:
| Мова       | Відсоток |
| ---------- | -------- |
| українська | 99,25 %  |
| молдовська | 0,32 %   |
| російська  | 0,32 %   |

## Склад ради
Рада складалася з 15 депутатів та голови.
- Голова ради: Туранський Володимир Антонович
- Секретар ради: Демидасюк Анелія Петрівна

### Керівний склад попередніх скликань
| Прізвище, ім'я, по батькові    | Основні відомості                                                               | Дата обрання | Дата звільнення |
| ------------------------------ | ------------------------------------------------------------------------------- | ------------ | --------------- |
| Харжевський Роман Романович    | Сільський голова, 1955 року народження, безпартійний                            | 26.03.2006   | 31.10.2010      |
| Туранський Володимир Антонович | Сільський голова, 1962 року народження, освіта середня спеціальна, безпартійний | 02.06.2013   |                 |

Примітка: таблиця складена за даними сайту Верховної Ради України

### Депутати
За результатами місцевих виборів 2010 року депутатами ради стали:

#### За суб'єктами висування
| Суб'єкт висування | Кількість обраних депутатів | %   |
| ----------------- | --------------------------- | --- |
| Самовисування     | 14                          | 100 |

#### За округами
| № округу | Прізвище, ім'я, по батькові       | Дата визнання обраним | Освіта             | Партійна приналежність | Відомості про обраного депутата                        |
| -------- | --------------------------------- | --------------------- | ------------------ | ---------------------- | ------------------------------------------------------ |
| 1        | Стефанів Богдана Василівна        | 01.11.2010            | середня спеціальна | позапартійна           | Заліська загальноосвітня школа І-ІІ ст., вчитель       |
| 2        | Хитра Марія Володимирівна         | 01.11.2010            | середня спеціальна | позапартійна           | тимчасово не працює                                    |
| 3        | Перепелюк Лілія Йосипівна         | 01.11.2010            | вища               | позапартійна           | тимчасово не працює                                    |
| 4        | Левицький Михайло Миколайович     | 01.11.2010            | середня            | позапартійний          | тимчасово не працює                                    |
| 5        | Чоп'як Сергій Олександрович       | 01.11.2010            | середня спеціальна | позапартійний          | тимчасово не працює                                    |
| 6        | Гладій Галина Йосипівна           | 01.11.2010            | середня спеціальна | позапартійна           | Заліська сільська рада, бухгалтер                      |
| 7        | Стефанчук Олександр Володимирович | 01.11.2010            | середня            | позапартійний          | тимчасово не працює                                    |
| 8        | Харжевський Роман Романович       | 01.11.2010            | вища               | позапартійний          | Заліська загальноосвітня школа І-ІІ ст., вчитель       |
| 9        | Слободян Марія Василівна          | 01.11.2010            | середня спеціальна | позапартійна           | тимчасово не працює                                    |
| 10       | Бойко Надія Петрівна              | 01.11.2010            | середня            | позапартійна           | тимчасово не працює                                    |
| 11       | Беньковський Руслан Петрович      | 01.11.2010            | вища               | позапартійний          | тимчасово не працює                                    |
| 12       | Товстюк Оксана Ярославівна        | 01.11.2010            | середня спеціальна | позапартійна           | фельдшерсько-акушерський пункт с. Залісся, завідувачка |
| 13       | Демидасюк Анелія Петрівна         | 01.11.2010            | вища               | позапартійна           | Заліська сільська рада, секретар                       |
| 14       | Савченко Віталій Ігорович         | 01.11.2010            | середня            | позапартійний          | тимчасово не працює                                    |